# Real Academia Escocesa
La Real Academia Escocesa (Royal Scottish Academy, RSA) es la principal organización promotora de Escocia de arte contemporáneo escocés. Fundada en 1826, mantiene una posición única en Escocia como una institución financiada independientemente y dirigida por artistas y arquitectos y cuyo propósito es la promoción y apoyo de la creación, el entendimiento y el disfrute de las artes visuales a través de exposiciones y actividades educativas relacionadas con ellas.

## Historia
Nació como Academia Escocesa en 1826 en una reunión en Edimburgo de 11 artistas que establecieron como objetivos de esta incipiente organización:
1. Hacer una exposición anual abierta a todos los artistas con cualidades.
2. Abrir una academia de enseñanza de Bellas Artes gratuita.
3. Abrir una biblioteca dedicada a las Bellas Artes.
4. Donar fondos a artistas poco afortunados.
5. Admitir Miembros Honorarios reconocidos por sus méritos.

El primer presidente fue George Watson (1767-1837).
La primera exposición anual fue en 1827 y, como la Academia creció, su cartera de afiliados se amplió a las disciplinas de pintura, escultura y arquitectura. En 1830 la Academia empezó a adquirir libros y textos para su biblioteca y en 1840 abrió su "Life School" cuyo objetivo era mejorar en entrenamiento de artistas en Escocia.
En 1838 a la Academia se le concedió la carta de real y desde entonces se le ha conocido como Real Academia Escocesa (Royal Scottish Academy).
En 1850, el Príncipe Alberto puso la primera piedra de lo que sería el edificio que, junto con la recién creada Galería nacional de Escocia, pasaría a ocupar desde su construcción hasta 1910 cuando una orden parlamentaria trasladó a la RSA al edificio que hoy en día sigue ocupando.
En 1855 celebró la primera exposición anual en su nuevo edificio, en la parte Este, haciéndolo así hasta 1910. También en este nuevo edificio se encontraba su Sala de Reuniones, la biblioteca y la "Life School".
Sin embargo, desde la mudanza, las enseñanzas artísticas se trasladaron al Colegio de Arte de Edimburgo, ECA y la Academia pasó a tener un papel menos activo en este asunto. Ello fue suplido por un apoyo a los jóvenes artistas del país a través de concursos escolares y premios y todos los años organizan una exposición anual estudiantil.
A partir de 1948, la Academia empezó a montar unas serie de exposiciones especiales haciéndolas coincidir con el Festival Internacional de Edimburgo.
Últimamente, la RSA se ha abierto para acoger entre sus miembros también a grabadores; también tiene su propia tienda y la asociación Amigos de la RSA ofrece mucho apoyo para sus actividades.

## Edificio
Fue diseñado por William Henry Playfair (autor también del edificio adyacente de la National Gallery of Scotland) en 1826 y ampliado y definitivamente terminado en 1836 por el mismo arquitecto.
De estilo neoclásico es un tranquilo y bien proporcionado edificio de estilo griego. Tiene un pórtico con una columnata de este estilo junto a la que se puede ver una guarda de esfinges en el techo al lado de una estatua de la Reina Victoria, que fue añadida a la construcción en 1844 en la cumbre del imperio británico.
Alberga desde 1910 a la RSA donde se trasladó desde el edificio adyacente donde había estado instalada hasta la fecha y ha sido la sede de su exposición anual desde 1911.
Anteriormente denominado Royal Institution (Institución Real) paso a llamarse Royal Scottish Academy tras el cambio de sede de la Academia.
Este edificio, junto con la National Gallery of Scotland y Weston Link, que está un nivel por debajo de ambas y sirve de conexión entre las dos primeras, amén de albergar zonas esparcimiento con tiendas y cafetería, forma parte de la National Gallery Complex.
El edificio fue reformado recientemente gracias al Proyecto Playfair

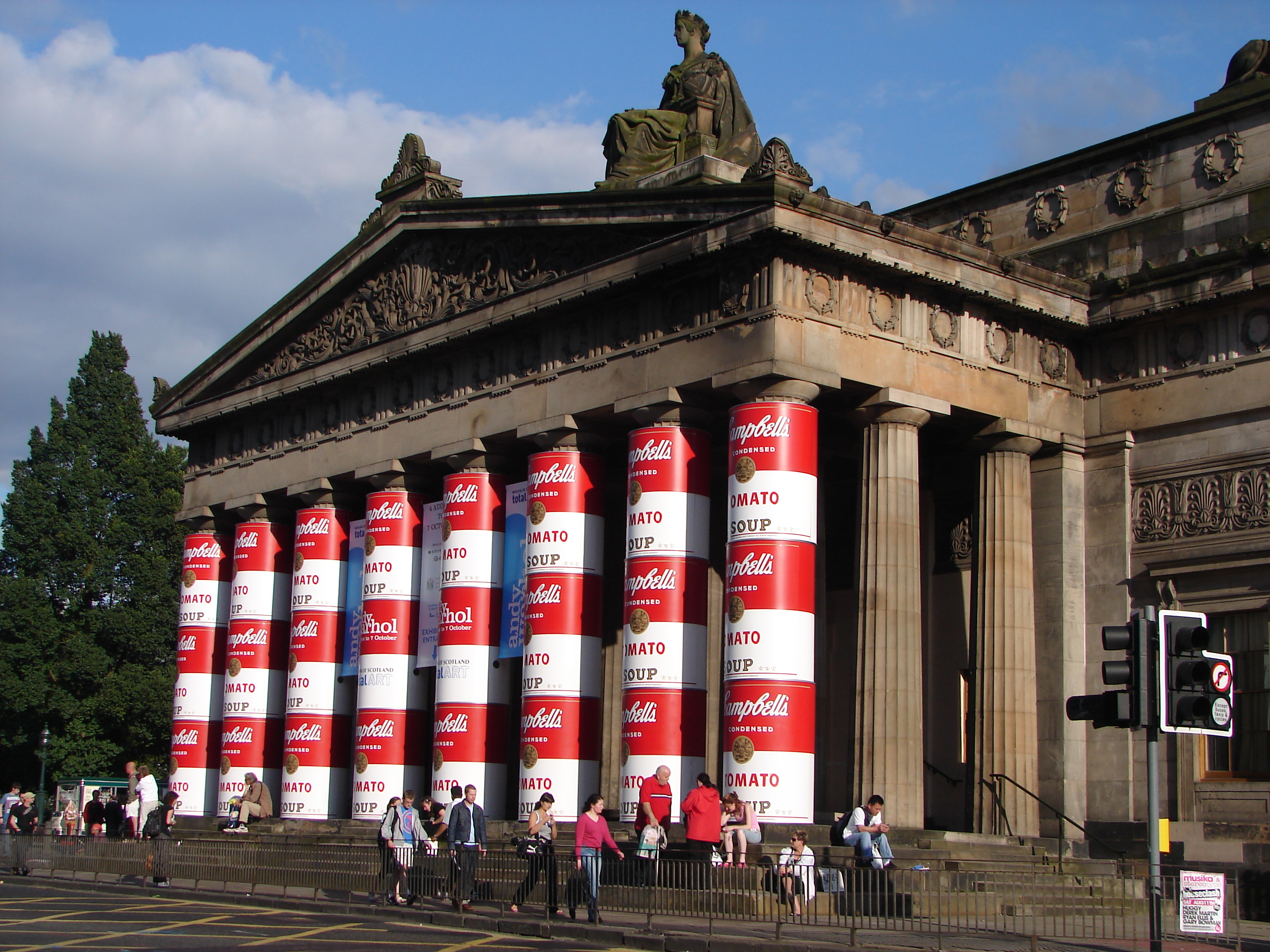
Vista de la parte frontal del edificio, desde la calle "Princes Street".

## Colección
Empezó a adquirir su colección de obras en 1831 cuando la sociedad decretó que todos los miembros, para llegar al estatus de Académico, debía entregar un trabajo propio y original como prueba de entrada. Esta obra debía ser un trabajo representativo de su producción en cualquiera de las disciplinas de pintura, escultura o arquitectura.
Hoy en día, la colección de estos trabajos llega a 164 pinturas, 27 esculturas y 38 bocetos arquitectónicos (modelos o dibujos) de Académicos pasados y presentes.
Otras facetas de la colección de arte de la RSA incluyen:
- Trabajos recientes de ganadores de los concursos escolares promocionados por la RSA.
- Retratos de artistas.
- Copias de originales.
- Material del siglo pasado comprado gracias a donaciones.
- Colecciones heterogéneas acogidas como regalos o legados, la mayor de ellas, de William Gilles recibida en 1973, contiene más de 1000 cuadros y dibujos propios del autor y otros muchos pertenecientes a sus amigos y contemporáneos.

La biblioteca contiene una ecléctica mezcla de libros y catálogos de Bellas Artes y de arquitectura. Son particularmente importantes sus fondos sobre obras escocesas de los siglos XIX y XX. Además contiene un completo catálogo de informes anuales de la RSA y de sus exposiciones anuales.

## Organización
La Royal Scottish Academy es una organización independiente dirigida por sus propios miembros. Estos están divididos entre 104 Académicos de las disciplinas de arte y arquitectura y 30 Miembros Honorarios.
La estructura de la cadena de mando es:
- Asamblea de Académicos -- Asamblea General (Académicos y asociados) -- Consejo -- Comisión Permanente

donde la Asamblea de Académicos es el mayor órgano de decisión. Presidente, secretario, tesorero y Comisión Permanente son elegidos anualmente. Esta última se reúne mensualmente para tratar los temas cotidianos y del día a día. El Consejo lo componen el presidente, el secretario y el tesorero y otros diez miembros elegidos que se renuevan en ocasiones. Su responsabilidad consiste en la dirección de la Academia.
Aparte de todo ello, existe también un Comité de Exposiciones y Eventos que es responsable del programa de la RSA y un Comité de Propósitos Generales cuya misión es supervisar tanto las actividades que se llevan a cabo como la colección de la RSA además de otorgar los premios que convoca la Academia.
El director fue en 2008 Ian McKenzie Smith y en 2016 Arthur Watson.
Para un listado completo de sus miembros, visitar la propia página web de la academia en su apartado de miembros Archivado el 24 de septiembre de 2015 en Wayback Machine..